# هوبیتس
هوبیتس (به آلمانی: Hübitz) یک منطقهٔ مسکونی در آلمان است که در گرب‌اشتت واقع شده‌است. هوبیتس  ۳۷۷ نفر جمعیت دارد.